# Min Aun Hlain
Min Aun Hlain (* 3. července 1956, Tavoy, Barmský svaz) je armádní generál, vrchní velitel myanmarské armády a faktický vůdce Myanmaru. Moci se ujal po vojenském převratu 1. února 2021.

## Život
Vrchním velitelem armády se Min Aun Hlain stal 30. března 2011, ve funkci vystřídal tehdejšího vládce Myanmaru, kterým byl Than Šwei.
Převrat v únoru 2021 armáda zdůvodnila údajnými podvody při volbách v listopadu 2020, ve kterých vyhrála vládní Národní liga pro demokracii vedená Aun Schan Su Ťij. Min Aun Hlain uvedl, že převzetí moci armádou bylo nevyhnutelné poté, co volební komise odmítla stížnosti na volební podvody. Zemi podle něj musí armáda řídit, dokud nebude po volbách ustavena nová vláda.
Až vojenská junta uspořádá volby, což by se mělo stát do roka od převzetí moci, mohl by se Min Aun Hlain stát prezidentem.

## Kampaň proti Rohingům
Min Aun Hlain byl hlavní postavou vojenské kampaně proti muslimským Rohingům, kvůli níž od roku 2017 téměř 800 tisíc z nich uprchlo z Myanmaru do Bangladéše. Podle vyšetřovatelů OSN během kampaně docházelo k masovému zabíjení, znásilňování a vypalování rohinských vesnic. Mise OSN v srpnu 2018 požadovala, aby byli Min Aun Hlain a další vrchní armádní činitelé stíháni za genocidu, zločiny proti lidskosti a válečné zločiny.
V listopadu 2019 podala Gambie jménem Organizace islámské spolupráce k Mezinárodnímu soudnímu dvoru žalobu na Myanmar. Obvinila ho z genocidy Rohingů.